# La Manga Stadium
La Manga Stadium er et spansk fodboldstadion beliggende på La Manga Clubs område, øst for byen Cartagena og syd for halvøen La Manga i regionen Murcia.
Det bliver blandt andet benyttet til La Manga Cup, ligesom mange klub- og landshold benytter stedet til træningslejre og testkampe.